# Ester Busquets Alibés
Ester Busquets i Alibés (Roda de Ter, 1976) és filòsofa, infermera i professora universitària.

## Biografia
Ester Busquets es va Diplomar en Infermeria el 1997 i es va llicenciar en Filosofia el 2001. Va obtenir el doctorat en Filosofia per la Universitat Ramon Llull el 2016 amb la tesi L’ètica del tenir cura en Lev Tolstoi. Una aproximació a partir del relat La mort d’Ivan Ilitx, sota la direcció de Begoña Román i Sílvia Coll-Vinent. Actualment és professora de bioètica a la Facultat de Ciències de la Salut i el Benestar de la Universitat de Vic - Universitat Central de Catalunya. És membre del grup consolidat d’investigació Methodology, Methods, Models and Outcomes of Health and Social Sciences (M3O). El seu àmbit d’especialització és la bioètica i l’ètica de la cura, àmbits en els quals imparteix docència universitària i formació en institucions.
Actualment és coordinadora de formació i recerca de la Càtedra de Bioètica Fundació Grifols UVic-UCC. Membre del Comitè Nacional de Bioètica d’Andorra. És assessora de diferents Comitès d’Ètica Assistencial i d’Espais de Reflexió Ètica en Serveis Socials. I membre de la Comissió Deontològica del Col·legi Oficial d’Infermeres i Infermers de Barcelona (COIB). És vicepresidenta de l’ONG Agermanament sense Fronteres.
Ha estat col·laboradora i investigadora de l’Institut Borja de Bioètica de la Universitat Ramon Llull (2001-2018), i directora de la revista Bioètica & Debat (2008-2018).
És autora de diferents publicacions, libres, articles, capítols de llibres, i ha participat com a ponent en diferents congressos i jornades nacionals i internacionals sobre ètica i bioètica. Col·labora també com a articulista al diari Ara.

## Publicacions
- Busquets, Ester; Terribas, Núria. (eds). Horizontes de la bioética. Herder, 2024.
- Cambra-Badii, Irene; Busquets-Alibés, Ester; Terribas-Sala, Núria; Baños, Josep E. (eds.) Bioethics: Foundations, Applications and Future Challenges. Routledge (Taylor & Francis Group), 2024
- De la Torre, Javier., Busquets, Ester., Torralba, Francesc. El cuidado del mundo, de los demás y de uno mismo. Milenio, 2023.
- Terribas Sala, Núria; Busquets Alibés, E. (eds.). Pedagogía de la Bioética. Lectio. 2021.
- Busquets Alibés, Ester. Ética del cuidado en ciencias de la salud. Herder, 2019.